# Överluleå socken
Överluleå socken i Norrbotten, ingår sedan 1971 i Bodens kommun, från 2016 inom Överluleå distrikt och Sävasts distrikt.
Socknens areal var den 1 januari 1961 1 332,36 kvadratkilometer, varav 1 242,73 km² land. År 2000 fanns här 23 025 invånare.  Tätorten och kyrkbyn/sockenhuvudorten Boden med sockenkyrkan Överluleå kyrka ligger i socknen, liksom tätorten Vittjärv.

## Administrativ historik
Den 12 juni 1816 gav Kungl. Maj:t sitt bifall till bildandet av ett nytt kapellag benämnt Heden i övre delen av Luleå socken. Detta kom emellertid inte till stånd, och enligt beslut den 17 september 1823 fastställdes det att Luleå socken skulle delas när kyrkoherden dog eller avgick. Enligt beslut den 8 juni 1826 skulle utbrytningen få namnet Öfver-Luleå, och omfattade i princip samma hemman och lägenheter som från början skulle ingå i Hedens kapellag. Kyrkan skulle byggas i Bodens by, och när den stod färdig 1831 bildades Överluleå socken som utbrytning ur Luleå socken (vilken samtidigt namnändrades till Nederluleå socken). 1890 utbröts Edefors socken.
Vid kommunreformen 1862 överfördes ansvaret för de kyrkliga frågorna till Överluleå församling och för de borgerliga frågorna till Överluleå landskommun. 1890 utbröts Edefors församling och 1892 Edefors landskommun. 28 februari 1896 inrättades i landskommunen Bodens municipalsamhälle som 1919 utbröts och bildade Bodens stad. 1967 uppgick Överluleå landskommun i Bodens stad som sedan 1971 ombildades till Bodens kommun. 1998 utbröts ur församlingen Sävasts församling.
1 januari 2016 inrättades distrikten Överluleå och Sävast, med samma omfattning som församlingen hade 1999/2000.
Socknen har tillhört fögderier, tingslag och domsagor enligt vad som beskrivs i artikeln Norrbotten. De indelta soldaterna tillhörde Norrbottens regemente.

## Geografi
Överluleå socken ligger kring Boden och Luleälvens nedre lopp. Socknen är utanför älvdalen ett bergigt skogsland med många sjöar och som i Jönskölen i nordväst når höjder som når 347 meter över havet. Socknen omsluter helt Bodens stad.

## Fornlämningar
Cirka 200 boplatser från stenåldern är funna och enstaka gravrösen. Ett 70-tal fångstgropar har påträffats.

## Namnet
Namnet innan delningen 1831 (1339 Lulu) kommer från namnet på Luleälven som i sitt förled har ett samiskt namn, lulij, 'den som bor i öster' använt för att beteckna skogssamer.
Namnet skrevs vid folkräkningen 1890 och 1900 Öfver-Luleå socken och vid folkräkningen 1910 Överluleå socken.

## Befolkningsutveckling
| Befolkningsutvecklingen i Överluleå socken 1810–1960 | Befolkningsutvecklingen i Överluleå socken 1810–1960 | Befolkningsutvecklingen i Överluleå socken 1810–1960 | Befolkningsutvecklingen i Överluleå socken 1810–1960 | Befolkningsutvecklingen i Överluleå socken 1810–1960 |
| --- | ---------------------------------------------------- | ---------------------------------------------------- | ---------------------------------------------------- | ---------------------------------------------------- |
| |                                                      |                                                      |                                                      |                                                      |
| År |                                                      |                                                      | Folkmängd                                            |                                                      |
| 1810 | 1810                                                 |                                                      | 2 649                                                |                                                      |
| 1820 | 1820                                                 |                                                      | 2 991                                                |                                                      |
| 1830 | 1830                                                 |                                                      | 3 616                                                |                                                      |
| 1840 | 1840                                                 |                                                      | 3 861                                                |                                                      |
| 1850 | 1850                                                 |                                                      | 4 672                                                |                                                      |
| 1860 | 1860                                                 |                                                      | 5 809                                                |                                                      |
| 1870 | 1870                                                 |                                                      | 7 230                                                |                                                      |
| 1880 | 1880                                                 |                                                      | 8 386                                                |                                                      |
| 1890 | 1890                                                 |                                                      | 7 432                                                |                                                      |
| 1900 | 1900                                                 |                                                      | 10 555                                               |                                                      |
| 1910 | 1910                                                 |                                                      | 13 961                                               |                                                      |
| 1920 | 1920                                                 |                                                      | 9 641                                                |                                                      |
| 1930 | 1930                                                 |                                                      | 9 408                                                |                                                      |
| 1940 | 1940                                                 |                                                      | 9 573                                                |                                                      |
| 1950 | 1950                                                 |                                                      | 10 281                                               |                                                      |
| 1960 | 1960                                                 |                                                      | 9 177                                                |                                                      |
| Anm: Tabellen inkluderar Edefors fram till år 1880. Källor: Umeå universitet - Tabellverket 1749-1859, Demografiska databasen, CEDAR, Umeå universitet. |                                                      |                                                      |                                                      |                                                      |

### Språk och etnicitet
Nedanstående siffror är tagna från SCB:s folkräkning 1900 och visar inte medborgarskap utan de som SCB ansåg vara av "finsk, svensk eller lapsk stam". För 1860, 1870 och 1880 är Edefors socken medräknat. Siffrorna för 1840-1855 är Tabellverkets statistik och avser endast den samiska befolkningen.
| Årtal | Svenskar | Finnar | Samer | Totalt |
| ----- | -------- | ------ | ----- | ------ |
| 1840  |          |        | 10    |        |
| 1845  |          |        | 14    |        |
| 1850  |          |        | 16    |        |
| 1855  |          |        | 19    |        |
| 1860  | 5 737    | 0      | 72    | 5 809  |
| 1870  | 7 148    | 19     | 63    | 7 230  |
| 1880  | 8 379    | 6      | 1     | 8 386  |
| 1890  | 7 400    | 24     | 8     | 7 432  |
| 1900  | 10 506   | 47     | 2     | 10 555 |